# Corrent de les Malvines
El Corrent de les Malvines (també Corrent de les Falkland) és un corrent d'aigua fred que flueix cap al nord al llarg de la costa Atlàntica de Patagònia fins a arribar a la boca del Riu de la Plata. Aquest corrent resulta del la circumval·lació del moviment d'aigua del Corrent Circumpolar Atlàntic després de superar el Cap Horn. Agafa el seu nom de les Illes Malvines. Aquest corrent fred es barreja amb el Corrent de Brasil tropical en la mar Argentina (vegeu Confluència Brasil–Falkland), donant-li el seu clima temperat.

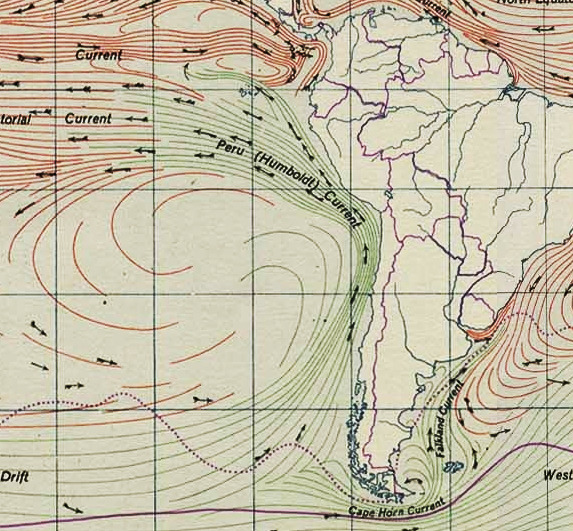
Corrent de les Falkland, ramal del Corrent del Cap Horn o de Circumval·lació polar (part inferior de la imatge)

El corrent és un flux de sentit equatorial que transporta aigua subantàrtica relativament dolça i fresca. El corrent Falkland és una branca del Corrent Circumpolar Antàrtic. Transporta entre 60 i 90 Sverdrups d'aigua amb les velocitats que varien de mig a un metre per segon. Les dades hidrogràfiques en aquesta àrea són molt escasses i per això diverses variables hidrogràfiques tenen una gran probabilitat d'error. El Corrent Falkland no és un corrent de superfície com el Corrent de Brasil. S'estén completament pel fons oceànic. Les temperatures típiques del corrent són al voltant 6 °C, amb una salinitat de 33,5–33,5 per mil. La variació de latitud és dels 55° S fins als 39° / 36° S. La massa principal d'aigua d'aquest corrent és entre les profunditats 150 i 600 m.